# Palmitate de cétyle
Le palmitate de cétyle est l'ester dérivé de l'acide palmitique et l'alcool cétylique. Il est à 100 % d’origine végétale : c’est un mélange d'acide palmitique et d'alcool cetylique qui après estérification forme le palmitate de cétyle. Il a été initialement conçu pour remplacer le spermaceti.